# Jack Tresadern
Jack Tresadern (Leytonstone, 26 settembre 1890 – Tonbridge, 26 dicembre 1959) è stato un calciatore e allenatore di calcio inglese, di ruolo difensore.

## Carriera

### Club
Cresciuto a livello dilettantistico nel Southend United e nel Barking, si trasferì al West Ham United nel luglio del 1913. Disputò la partita contro il Bolton nella prima finale di FA Cup giocata a Wembley: dopo solo due minuti di gioco, a Tresadern toccò battere un fallo laterale; una volta battutolo, non riuscì a liberarsi della folla e a rientrare in campo. Ciò consentì a David Jack del Bolton di segnare la rete del vantaggio. La gara si concluderà con un secco 2-0 per il Bolton.
Nell'ottobre 1924, dopo aver disputato 279 gare ufficiali con gli Hammers, decise di trasferirsi al Burnley. Disputò appena 22 gare di campionato per poi trasferirsi nuovamente, questa volta al Northampton Town, firmando un contratto da allenatore-giocatore. Si ritirò nel dicembre 1926 dopo un infortunio alla gamba.

### Allenatore
Dopo il suo ritiro da calciatore, Tresadern decise di continuare la sua esperienza come tecnico del Northampton Town fino all'ottobre 1930, quando venne ingaggiato dal Crystal Palace. Nel giugno del 1935 lasciò l'incarico per approdare alla panchina del Tottenham. Tuttavia, la sua esperienza agli Spurs non comportò i risultati sperati. Tresadern decise quindi di dimettersi e di sedersi sulla panchina del Plymouth Argyle piuttosto che farsi esonerare. La Seconda guerra mondiale interruppe la sua stagione prematuramente, ma Tresadern rimase comunque sulla panchina del club fino al novembre 1947.
L'anno successivo ottenne un incarico come responsabile scouting dell'Aston Villa prima di assumere la guida tecnica del Chelmsford City nel giugno 1949. Lasciò l'incarico appena un anno dopo, per poi approdare sulla panchina dell'Hastings United.
Divenne allenatore del Tonbridge Angels nell'aprile 1958, rimanendo in carica fino alla morte, avvenuta il 26 dicembre 1959.